# Vytautė Žilinskaitė
Vytautė Žilinskaitė (* 13. Dezember 1930 in Kaunas; † 4. April 2024 in Vilnius) war eine litauische Satirikerin und Schriftstellerin.

## Leben
Nach dem Abitur absolvierte Vytautė Žilinskaitė 1955 ein Studium an der Fakultät für Geschichte und Journalistik der Vilniaus universitetas. Seit 1950 publizierte sie ihre Werke. Ihre Satiren beeinflussten die litauische humoristische Literatur. Sie trat auch als Kinderbuchautorin hervor. Ihre Werke wurden unter anderem ins Englische, Deutsche, Polnische, Tschechische, Slowakische, Russische, Bulgarische, Portugiesische, Moldawische, Ungarische und Lettische übersetzt.
Seit 1963 war Žilinskaitė Mitglied des litauischen Schriftstellerverbands (Lietuvos rašytojų sąjunga).
Vytautė Žilinskaitė lebte in Vilnius.

## Auszeichnungen
- Preis des litauischen Journalistenverbands, 1964
- Staatlicher Republikpreis, 1972
- Staatlicher Republikpreis (für das Kinderbuch Robotas ir peteliškė), 1979
- Name als Kulturperson, 1980
- Šarūnas-Marčiulionis-Preis, 1997 und 2001
- Gediminas-Orden, 2005

## Bibliografie
Satiren
- Ne iš pirmo žvilgsnio (1962)
- Ir aš ožius ganiau (1965)
- Angelas virš miesto (1967)
- Romantikos institutas (1968)
- Paradoksai (1973)
- Satyros (1978)
- Humoreskos (1979)
- Paveikslas (1981)
- Ikaras Antrasis (1990)
- Vaiduokliai (1991)
- Paršiuko puota (1996)
- Kas atsitiko? (2000)

Sammlungen
- Karuselėje (1970)
- Kvaitulys (1984)

Gedichtesammlung
- Nesustok, valandėle (1961)

Kinderbücher
- Melagių pilis (1968)
- Berniukas iš albumo. Karklo šakelė. Begemoto oda (1974)
- Robotas ir peteliškė (1978)
- Ledinė fėja (1979)
- Gaidžio kalnelis (1981)
- Kelionė į Tandadriką (1984)
- Kintas (2005)